# Meliscaeva morna
Meliscaeva morna är en tvåvingeart som först beskrevs av Charles Howard Curran 1931.  Meliscaeva morna ingår i släktet flickblomflugor, och familjen blomflugor. Inga underarter finns listade i Catalogue of Life.